# ساتو هوتاری
ساتو هوتاری (انگلیسی: Satu Huotari؛ زادهٔ ۱۳ مارس ۱۹۶۷) بازیکن هاکی روی یخ اهل فنلاند است.